# Obtusifrontia falcata
Obtusifrontia falcata är en loppart som beskrevs av Mardon 1978. Obtusifrontia falcata ingår i släktet Obtusifrontia och familjen Stivaliidae. Inga underarter finns listade i Catalogue of Life.